# T in the Park
T in the Park (afkorting: TITP) was van 1994 tot 2016 een jaarlijks terugkerend muziekfestival. Het festival is vernoemd naar haar hoofdsponsor: Tennents.
Het festival kende in totaal zeven verschillende podia verspreid over het terrein. Ook had het festival een uitgebreide camping voor de festivalgangers.

## Geschiedenis
Oorspronkelijk werd het festival gehouden op het Strathclyde Country Park in Motherwell, South Lanarkshire, maar na 1996 verhuisde men noordelijker naar een nieuwe locatie in het Schotse Kinross in de council area Perth and Kinross. Deze locatie bevond zich op een voormalige vliegbasis, RAF Balado Bridge, 3 km ten westen van het dorpscentrum van Kinross. In eerste instantie werd het festival twee dagen lang gehouden. In 2007 breidde de organisatoren het festival uit met een extra dag.
In het voorjaar van 2015 ontstond evenwel een crisis. De editie van 2015 mocht niet meer in het sterk geapprecieerde Balado Bridge doorgaan. De Britse Health and Safety Executive wilde niet meer het risico lopen een muziekfestival met zoveel aanwezigen te organiseren op een site die vlak over het traject van de Forties pipeline ligt, een 169 km lange oliepijplijn met een diameter van 91,4 cm waar dagelijks 0,7 miljoen barrel aardolie doorgepompt wordt van het Forties-veld naar de raffinaderij in Grangemouth.  
Op het laatste moment diende men te verhuizen naar een nieuw terrein bij Strathallan Castle bij Auchterarder, ook in Perth and Kinross. Daar ging de editie in 2015, met heel wat logistieke en verkeersproblemen, en werd ook nog een editie in 2016 georganiseerd. Hierna zagen de organisatoren evenwel van verderzetting af. Onder meer de aanwezigheid op de derde locatie van een visarendnest, en de hiervoor vereiste te volgen beschermingsprocedures waren een van de druppels die de emmer voor de organisatoren deden overlopen.
TRNSMT was een nieuw meerdaags muziekfestival dat in het gat in de markt sprong en vanaf 2017 in Glasgow wordt georganiseerd.

## Optredens
| Jaar | Greep uit de optredende artiesten                                                                                                 |
| ---- | --- |
| 1994 | Oasis, Blur, Rage Against the Machine                                                                                             |
| 1995 | Kylie Minogue, The Prodigy |
| 1996 | Radiohead, Pulp, Foo Fighters |
| 1997 | Texas, Travis, Daft Punk |
| 1998 | Robbie Williams, Beastie Boys, The Prodigy, Ian Brown                                                                             |
| 1999 | Placebo, Blur, Carl Cox, Faithless                                                                                                |
| 2000 | Travis, Iggy Pop, Coldplay |
| 2001 | Noel Gallagher, Nelly Furtado, Placebo                                                                                            |
| 2002 | Oasis, The Chemical Brothers, Green Day, Foo Fighters                                                                             |
| 2003 | R.E.M., Coldplay, Kings of Leon, Franz Ferdinand                                                                                  |
| 2004 | The Darkness, The Strokes, Kings of Leon, Black Eyed Peas, Muse, The Killers                                                      |
| 2005 | Foo Fighters, Green Day, Queens of the Stone Age, Audioslave, Kaiser Chiefs                                                       |
| 2006 | Red Hot Chili Peppers, The Who, Arctic Monkeys, Franz Ferdinand, Editors, Kasabian                                                |
| 2007 | Arctic Monkeys, The Killers, Snow Patrol, Bloc Party, , The Kooks, James Morrison, Queens of the Stone Age                        |
| 2008 | The Verve, R.E.M., Rage Against the Machine, Amy Winehouse, Counting Crows, Kate Nash, Interpol                                   |
| 2009 | Kings of Leon, Blur, Seasick Steve, Nick Cave and the Bad Seeds, Keane, Snow Patrol, The View                                     |
| 2010 | Muse, Eminem, Kasabian, Jay-Z, Mumford & Sons, David Guetta                                                                       |
| 2011 | Arctic Monkeys, Beyoncé, Blondie, Calvin Harris, Coldplay, Deadmau5, Foo Fighters, Tom Jones, Swedish House Mafia                 |
| 2012 | Snow Patrol, Elbow, The Stone Roses, Kasabian, David Guetta, Skrillex, Tinie Tempah, alt-J                                        |
| 2013 | The Killers, Rihanna, Mumford & Sons, Emeli Sandé, The Script, Jake Bugg, Bastille, Two Door Cinema Club                          |
| 2014 | Arctic Monkeys, Calvin Harris, Biffy Clyro, Ed Sheeran, Jake Bugg, Pixies, Paolo Nutini, Elbow, Disclosure                        |
| 2015 | The Libertines, Kasabian, Noel Gallagher's High Flying Birds, Jessie J, Avicii, Hozier, Samuel Smith, The Vaccines, Twin Atlantic |
| 2016 | The Stone Roses, Disclosure, Calvin Harris, Bastille, The Last Shadow Puppets, Red Hot Chili Peppers, Chase & Status, Faithless   |